# 族長
族長(ぞくちょう)は旧約聖書に登場するヘブル人（古代イスラエル人）の開祖のことを指す用語である。
一般には、アダムからノアまでの大洪水以前の人類の先祖と、ヤコブの12人の子供たち、とダビデを指して用いられてきた。しかし、今日ではアブラハム、イサク、ヤコブに限定される傾向がある。これらの、族長の生きていた時代を族長時代といい、旧約聖書の創世記に記録されている。